# Stefanie Wegeler
Stefanie Wegeler (Francoforte sul Meno, 5 febbraio 1974) è un'ex cestista tedesca.

## Carriera
Con la Germania ha disputato i Campionati mondiali del 1998 e due edizioni dei Campionati europei (1997, 1999).